# 苏芭·文卡特桑
苏芭·文卡特桑（Subha Venkatesan，1999年8月31日—），印度女子田径运动员，2023年亚洲田径锦标赛混合4×400米接力金牌得主和女子4×400米接力铜牌得主、2022年亚洲运动会混合4×400米接力银牌得主。